# 格雷格·克里德
格雷格·克里德（英語：Greg Creed，1958年—），是一位美國商人，曾任百勝餐飲集團的首席執行官，任期從2015年1月至2019年12月退休，並繼續在該公司的董事會任職。
在2011年2月至2015年1月期間，克里德擔任塔可鐘的首席執行官。他於2001年開始在塔可鐘擔任高階管理人員，並開啟了他的職業生涯。在加入塔可鐘之前，克里德曾在聯合利華工作。並曾在惠而浦公司的董事會任職。
克里德獲得了昆士蘭科技大學的商業學位，並於2014年被評為年度校友。